# سيلبرتي إكليبس

سيلبرتي إكليبس (بالإنجليزية: Celebrity Eclipse)‏ هي سفينة سياحية تديرها شركة سيلبرتي للرحلات البحرية المملوكة من قبل مجموعة رويال كاريبيان، تم بنائها في أحواض شركة ماير ويرفت ودخلت الخدمة في عام 2010.